# 欧什利
欧什利，是匈牙利杰尔-莫雄-肖普朗州所辖的一个村。总面积18.80平方公里，总人口899，人口密度47.8人/平方公里（2011年1月1日）。